# Unione Sportiva Sottomarina 1968-1969
Questa voce raccoglie le informazioni riguardanti l'Unione Sportiva Sottomarina nelle competizioni ufficiali della stagione 1968-1969.

## Rosa
| N. |                   | Ruolo | Calciatore         |
| -- | ----------------- | ----- | ------------------ |
|    | Italia (bandiera) | P     | Giampiero Abate    |
|    | Italia (bandiera) | A     | Renato Barbieri    |
|    | Italia (bandiera) | C     | Giuseppe Bianco    |
|    | Italia (bandiera) | C     | Giorgio Bittolo    |
|    | Italia (bandiera) | C     | Angelo Boscolo     |
|    | Italia (bandiera) | A     | Orazio Cagnin      |
|    | Italia (bandiera) |       | Conte              |
|    | Italia (bandiera) |       | Cremascoli         |
|    | Italia (bandiera) | A     | Roberto Filippi    |
|    | Italia (bandiera) | A     | Giovanni Fumagalli |
|    | Italia (bandiera) | A     | Giulio Furlani     |
|    | Italia (bandiera) | D     | Lucillo Gallio     |
|    | Italia (bandiera) | A     | Gastone Gurian     |

| N. |                   | Ruolo | Calciatore          |
| -- | ----------------- | ----- | ------------------- |
|    | Italia (bandiera) | P     | Vladimiro Marigo    |
|    | Italia (bandiera) | D     | Ronerto Marin       |
|    | Italia (bandiera) | A     | Arrigo Marinucci    |
|    | Italia (bandiera) | C     | Franco Milani       |
|    | Italia (bandiera) | D     | Giampietro Penzo    |
|    | Italia (bandiera) | A     | Gianni Rossi        |
|    | Italia (bandiera) | P     | Eros Seda           |
|    | Italia (bandiera) | D     | Roberto Veglianetti |
|    | Italia (bandiera) | P     | Giorgio Vieno       |
|    | Italia (bandiera) |       | Villa               |
|    | Italia (bandiera) | C     | Antonio Visentin    |
|    | Italia (bandiera) | C     | Walter Zancopè      |